# Doris Wishman

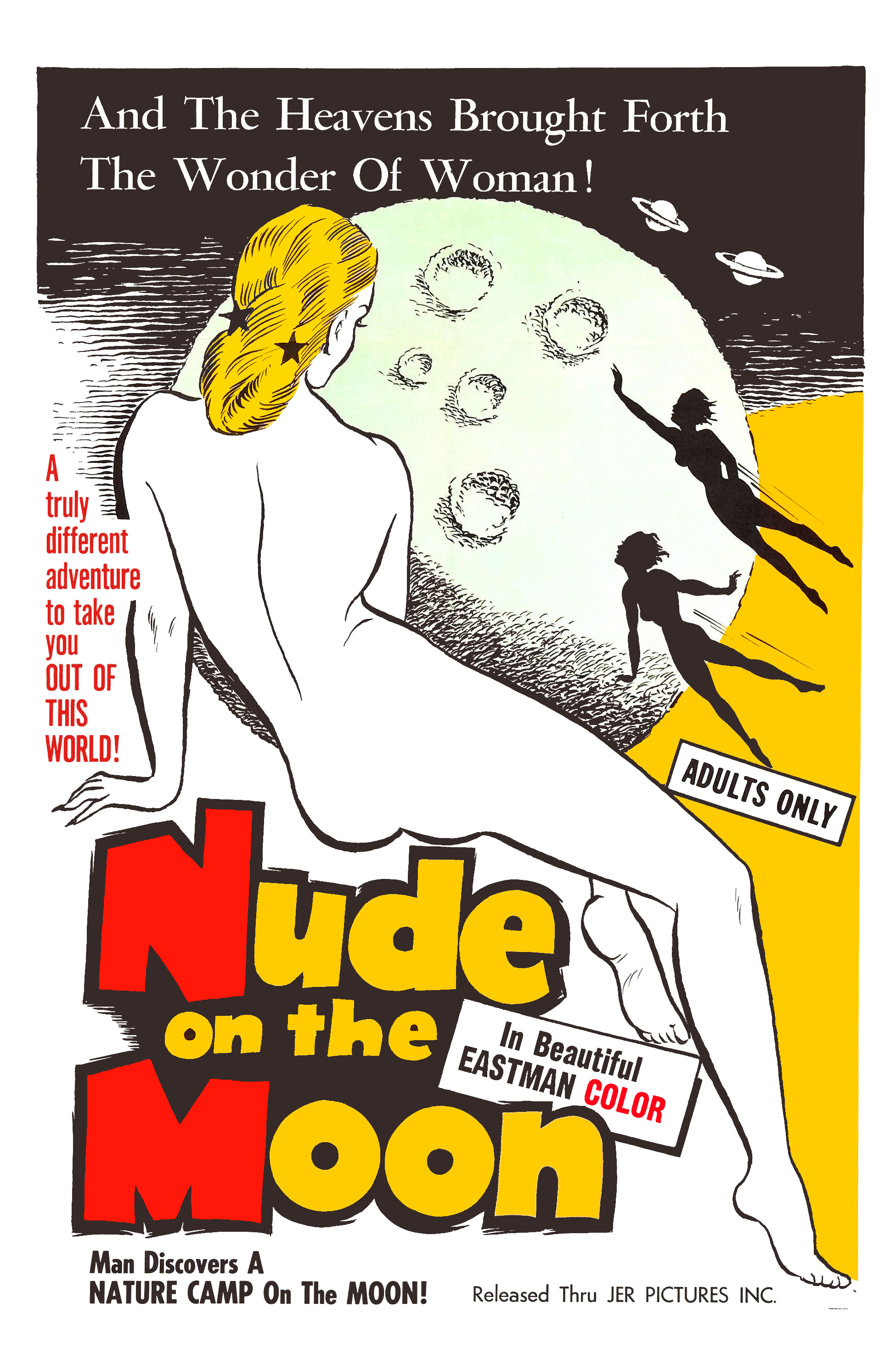
Filmaffisch för Wishmans film Nude on the Moon (1961).

Doris Wishman, född 1 juni 1912 i New York, död 10 augusti 2002 i Miami, var en amerikansk filmregissör, verksam inom olika exploitationfilmgenrer. Hon var flitigt aktiv mellan 1960 och andra halvan av sjuttiotalet och gjorde senare film endast sporadiskt.
Wishman regisserade sin första långfilm, Hideout in the Sun 1960 och fram till sin död hann hon göra ett trettiotal filmer. De tidiga filmerna var i den vid denna tid populära nudist-film-genren, till exempel Blaze Starr Goes Nudist och Gentlemen Prefer Nature Girls. Wishman gjorde dock även en crossover mellan nudistfilm och science fiction, med filmen Nude on the Moon (1961), i vilken astronauter åker till månen och upptäcker att den är bebodd av nakna kvinnor. Under andra halvan av 1960-talet inriktade hon sig mest på vanliga sexploitation-filmer, oftast i svartvitt.
På 1970-talet gjorde hon två filmer med skådespelerskan Chesty Morgan: Double Agent 73 och Deadly Weapons (båda 1974). Handlingen i dessa filmer kretsade kring Chesty Morgans enorma bröst. Under detta decennium gjorde hon också ett par pornografiska filmer. 1978 gjorde hon en sensationsdokumentärfilm om transsexuella, med titeln Let Me Die a Woman. 
Under 1980-talet gjorde hon enbart en film, slasherfilmen A Night to Dismember (1983). 2001 gjorde hon comeback, nästan 90 år gammal, med filmen Satan Was a Lady. Den kom att följas av ytterligare två filmer, Dildo Heaven och Each Time I Kill, som färdigställdes efter hennes död. Wishman avled i lymfom i augusti 2002.

## Filmografi (urval)
- 2007 – Each Time I Kill
- 2002 – Dildo Heaven
- 2001 – Satan Was a Lady
- 1983 – A Night to Dismember
- 1978 – Let Me Die a Woman
- 1974 – Deadly Weapons
- 1974 – Double Agent 73
- 1972 – Keyholes are for peeping
- 1971 – The Amazing Transplant
- 1967 – Indecent Desires
- 1966 – Another Day, Another Man
- 1965 – Bad Girls Go to Hell
- 1962 – Blaze Starr Goes Nudist
- 1961 – Nude on the Moon